# Йоран Гагберг
Йоран Гагберг (швед. Göran Hagberg, 8 листопада 1947, Бюв — 2 квітня 2024) — шведський футболіст, що грав на позиції воротаря.
Виступав, зокрема, за клуб «Естерс», а також національну збірну Швеції, з якою був учасником двох чемпіонатів світу.

## Клубна кар'єра
У дорослому футболі дебютував 1966 року виступами за команду «Ландскруна БоІС», в якій провів три сезони у другому дивізіоні країни.
Своєю грою за цю команду привернув увагу представників тренерського штабу клубу «Естерс», до складу якого приєднався 1969 року. Відіграв за команду з Векше наступні десять сезонів своєї ігрової кар'єри. У 1973 році він став з командою віце-чемпіоном Швеції, а наступного року дійшов до фіналу Кубка Швеції, програвши там М"альме". У 1975 році Гагберг знову посів з командою друге місце в чемпіонаті, а у 1977 році виграв і свій перший трофей — Кубок Швеції. За підсумками сезону 1978 році Йоран став з командою чемпіоном Швеції, після чого покинув клуб.
Згодом у 1980—1981 роках грав у третьому дивізіоні за клуб «Алвеста ГІФ», після чого став гравцем АІКа, зігравши свої останні 10 ігор у вищому дивізіоні країні в сезоні 1982 року. Вищоліговий клуб в екстреному порядку запросив досвідченого воротаря, оскільки два їх голкіпери опинились на тривалий час поза грою. Йорану вдалося врятувати від вильоту, завдяки перемозі у плей-оф.
Завершував ігрову кар'єру у нижчолігових командах «Юнгбю» та «Карлскруна», за які виступав до 1984 року. В подальшому працював тренером ряду нижчолігових шведських команд.

## Виступи за збірну
11 липня 1973 року дебютував в офіційних матчах у складі національної збірної Швеції в товариському матчі проти збірної Ісландії (1:0).
У складі збірної був учасником чемпіонату світу 1974 року у ФРН та 1978 року в Аргентині, але на обох був запасним воротарем і на поле не виходив.
Загалом протягом кар'єри у національній команді, яка тривала 7 років, провів у її формі 15 матчів.

## Титули і досягнення
- Чемпіон Швеції (1):

«Естерс»: 1978
- Володар Кубка Швеції (1):

«Естерс»: 1977